# Andreas Fennel
Andreas Fennel (* 1972) ist ein deutscher Filmeditor aus Köln.

## Leben
Andreas Fennel wuchs im bergischen Land auf und machte das Abitur in Remscheid. Seit 1994 ist er in Köln ansässig, wo er die Universität besuchte und Kurse am Kölner Filmhaus belegte. Er absolvierte Praktika bei Filmproduktionsfirmen in Düsseldorf und Köln und ist seitdem als Filmeditor tätig. 1996 gründete er die Firma Far Horizons in Köln. Sein Schaffen umfasst mehr als 100 Produktionen für Kino, Fernsehen und im Internet. Außerdem arbeitet er als Produzent und Realisator.

## Filmografie als Filmeditor (Auswahl)
- 1993 – 2000: Schnitt (und Kamera) bei der mon. Musiksendung Keynote (RTL) mit Künstlern wie Oasis, Blur, Faith no More, Biohazard, Ministry, Ramones, Motörhead, Fugees, Naughty by Nature, Wu Tan Clan, Boo Ya Tribe uvm.[1]
- 1996 – 2007: Schnitt und Producing von Trailern für RTL und die RTL Gruppe sowie die Deutsche Welle in Berlin
- ab 1997: Die Wochenshow (Sat1; zusammen mit Mike Timmermann)
- 1997: Eckfliesen, Kinofilm mit dt. und int. Auszeichnungen (Regie: Oliver Paulus)[2]
- 1999: Alarm für Cobra 11 – Janina, Drama- und Actionschnitt (RTL)
- 2001: Popkomm-Dokumentation (Film im Auftrag der Stadt, Land NRW, Messe Köln, MusikKomm etc.)
- 2001: Dama de Noche, Kinofilm, (Regie: Alicia Munoz; gedreht in Andalusien)[3]
- 2002: Mehmet, Kinofilm mit vielen Auszeichnungen, (Regie: Philipp Fleischmann, u. a. mit Tom Schilling)[4][5]
- 2002: Ice Cream – Chris Barber und sein Jazz (One/arte)
- 2003: Runrig: Day of Days (DVD)[6]
- 2003: Mensch Markus (Sat1)[7]
- 2004: Wer war ich? Reise in ein früheres Leben, Eyeworks GmbH (VOX)[8]
- 2005 und 2006: Burg Herzberg Festival – Back in the Land of Milk and Honey, Schnitt und Kamera (WDR/3Sat)[9]
- 2007: Männer sind primitiv, aber glücklich! (RTL/DVD)
- 2009: Schandmaul Sinnfonie (DVD) Konzertfilm und Sinnbilder (Dokumentation), F.A.M.E. Recordings[10]
- 2010: c/o pop Festival Dokumentation, Schnitt und Kamera (WDR)[11]
- 2010: Rockpalast: Wovenhand in Roepean, Ottersum 2010 WDR und DVD[12]
- 2011: Dokumentation: Deutsche Ingenieure – Weltweit im Einsatz (N-tv)
- 2011 und 2016: Rockpalast: Orange Blossom Special, Festivaldokumentation (WDR)[13]
- 2013: Pop-Legenden (Folge 3) – Tina Turner (ARD; Regie: Stefan Morawietz und Christian Wagner)[14]
- 2014: Markencheck – Der Deutsche-Bahn-Check (ARD), zusammen mit JG[15]
- 2014: Serengeti Festival (WDR) Schnitt vor Ort und im Sender[16]
- 2014 – 2018: Mini Beiz, dini Beiz (Schweizer Radio und Fernsehen), Restaurantserie
- 2015: Summerjam Festival (WDR), mehrere Sendungen[17]
- 2016: Elton John – A Singular Man (arte)[18]
- 2016: Rock Hard Festival, WDR Rockpalast, mehrere Sendungen
- 2016: Explicit ! Les clips qui ont fait scandale (arte)[19]
- 2016: Hightech oder Hölle – Leben im Silicon Valley; 4-stündige Dokumentation (Vox)[20]
- 2017: Reeperbahn Festival, WDR Rockpalast[21]
- 2017: Sting – Beyond The Police (arte)[22]
- 2016–2018: Satire deluxe (WDR, Comedyshow; wechselweise mit Thorsten Knatz und Andreas Menzel)[23]
- 2017–2018: Kickbox, Youtube-Kanal auf funk: über 40 Videos über Fußball-Bundesliga-Spieler, u. a. Timo Werner, Serge Gnabry, Maximilian Phillip etc.[24][25]
- 2018: Dokumentation: Sexy Mother F***** – Prince (arte)[26]
- 2018: Dokumentation: Sommer extrem – Volle Strände und vertrocknete Felder, ARD[27]
- 2018: Sonderausgabe Quarks & Co. (WDR), 50 Jahre Apollo 8 Mission, Schaltung zur ISS mit Alexander Gerst[28]
- 2019: Dokumentarfilm "20 Jahre Groove ! Chor", Dreh und Schnitt
- 2019: (N-tv) - Wir sind Geschichte! Schnitt, After FX, Sound Design und Musikberatung, Thema: Vietnam, Naher Osten und Koreakrieg, Länge jew. 45 Min.[29][30]
- 2019: Ausgerechnet Alpen (WDR am 4.11.) Reportage[31]
- 2020: Was kostet die Schweiz? "Fliegen" Dokumentation, SRF 1[32]
- 2020: ZDF Zoom (Alleingelassen in der Krise – Selbstständige in der Corona-Falle)[33]
- 2020: ZDF plan b (Zwischen Wald und WLAN - Revolution im Klassenzimmer)[34]
- 2021: WDR Die Story (Operation Impfstoff: Der schwierige Weg aus der Pandemie)[35]
- 2021: Elton John: A singular Man, Musikdokumentation; Schnitt, After FX und Sprachaufnahme, Sendung: Pro7 und Sat1
- 2021: Wir sind Geschichte (N-tv)  Atomares Wettrüsten, Europa, Politische Attentate; Länge jew. 45 Min.
- 2021: Schalom und Hallo, Infofilme zum ARD Themenschwerpunkt "Jüdisches Leben in Deutschland"
- 2022: Barry White: The Dream of love, Dokumentation 60 Minuten  (arte) und WDR
- 2022: Tipping Points: Putin, Dokumentarfilm 4K, 90 min, RTL+
- 2022: Wie geht WIR? Bergsteiger-Doku zur ARD Themenwoche
- 2024: Frankfurt unter Wasser: KI Dokumentarfilm, Autor: Norman Laryea
- 2025: Madonna - Rebel of Pop. Dokumentation 52 min. arte (Animation und visual effects)